# Copa de la Lliga suïssa de futbol
La Copa de la Lliga suïssa de futbol va ser una competició futbolística suïssa per eliminatòries que enfrontava als clubs de la primera i segona divisió del país.

## Historial
| Any  | Vencedor                | Finalista               | Resultat         | Seu                            |
| ---- | ----------------------- | ----------------------- | ---------------- | ------------------------------ |
| 1972 | FC Basel                | FC Winterthur           | 4-1              | Estadi Letzigrund, Zúric       |
| 1973 | Grasshopper-Club Zürich | FC Winterthur           | 2-2 pr / 5-4 pen | Estadi Letzigrund, Zúric       |
| 1975 | Grasshopper-Club Zürich | FC Zürich               | 3-0              | Estadi Letzigrund, Zúric       |
| 1976 | BSC Young Boys          | FC Zürich               | 4-2              | Wankdorfstadion, Berna         |
| 1977 | Servette FC             | Neuchâtel Xamax FC      | 2-0              | Estadi de la Pontaise, Lausana |
| 1978 | FC Sankt Gallen         | Grasshopper-Club Zürich | 3-2              | Schützenwiese, Winterthur      |
| 1979 | Servette FC             | FC Basel                | 2-2 pr / 4-3 pen | Estadi St. Jakob, Basilea      |
| 1980 | Servette FC             | Grasshopper-Club Zürich | 3-0              | Estadi Gürzelen, Bienne        |
| 1981 | FC Zürich               | Lausanne-Sports         | 1-2, 0-0         | a doble volta                  |
| 1982 | FC Aarau                | FC Sankt Gallen         | 0-1, 0-0         | a doble volta                  |